# Щелкунчик и Крысиный Король
«Щелкунчик и Крысиный Король» (англ. The Nutcracker in 3D) — художественный фильм в формате 3D Андрея Кончаловского с использованием мотивов одноимённой сказки Э. Т. А. Гофмана и балета П. И. Чайковского «Щелкунчик», с участием Эль Фэннинг, Нейтана Лейна, Фрэнсис де ла Тур и Джона Туртурро. Премьера фильма в США состоялась 24 ноября 2010 года, а в России — 1 января следующего года.

## Сюжет
Мэри с братом Максом и родителями, Джозефом и Луизой, готовятся к Рождеству. Их посещает дядя Альберт (аллюзия на Альберта Эйнштейна) и делает детям подарок: кукольный дом, в котором живут игрушки — шимпанзе Гилгуд, клоун Тинкер и барабанщик Стикс. Отдельно он дарит щелкунчика, советуя называть его „Энси́“. Щелкунчик сразу нравится Мэри, но проказник Макс ломает его.
Видя разницу детей в отношении к игрушке, Альберт поёт песню о своей теории относительности на мотив танца Феи Драже. После этого он укладывает детей спать и внезапно исчезает. Удивлённая этим, Мэри встаёт из постели и находит Щелкунчика, который ожил и просит поставить его на шкаф. Он падает оттуда, увеличиваясь в размерах, и обретает подвижность.
Щелкунчик просит, чтобы его называли Энси, и отправляется за своими друзьями из кукольного домика. Мэри идёт с ним и обнаруживает, что комната с елью изменилась: всё стало больше, игрушки в домике ожили и знакомятся с Мэри. Энси заявляет, что им нужно победить Крысиного Короля, и с Мэри поднимается на ёлку, где они встречают Снежную Фею, похожую на Луизу. Она рассказывает, что Щелкунчик — не игрушка, а заколдованный Королевой Крыс принц. Энси превращается в мальчика.
Наблюдающие за ними летающие крысы улетают, чтобы донести королю. Энси рассказывает Мэри о том, как его королевство захватили крысы. Крысиный Король боится дневного света, и поэтому фабрика дыма постоянно сжигает детские игрушки, чтобы скрывать солнце. Летающие крысы докладывают о Щелкунчике, и к нему высылают солдат с механическими собаками, которые пилят ель. Мэри предлагает остановить фабрику дыма, и Принц-Щелкунчик одобряет это решение. Но ель падает, и Мэри просыпается.
Она пытается рассказать родителям о том, что произошло во сне, но ей никто не верит. Мэри засыпает вновь и возвращается к игрушечному домику, но он уже захвачен Крысиным Королём. Предлагая Максу прокатиться на крысобайке, он уезжает с пленными, и Мэри остаётся одна. Она находит раненого Гилгуда, и вместе они через волшебное зеркало попадают в крысиный город.
В это время Щелкунчик с друзьями бегут из плена. Крысиный Король принародно поёт о своих планах — совершить крысификацию (то есть превратить всех людей в крыс). Он зовёт Макса и просит его ломать игрушки, как тот делал раньше. Но Макс отказывается, и его арестовывают. Игрушки свозят на фабрику, и Мэри прячется среди них.
Она находит Тинкера и Стикса. Пока они отвлекают охрану, Мэри пытается спасти Щелкунчика из печи и признаётся ему в любви. Слеза, падающая на лицо принца, оживляет его, и он возвращается в прежнее состояние. Видя живого принца, рабочие фабрики восстают. Во время сражения людей с крысами принц прячет Мэри в лифте, но её находит Крысиный Король и допрашивает о том, где Щелкунчик. Тот показывается и с помощью механизмов фабрики нейтрализует охрану Короля, но тот сбегает с Мэри на вертолёте.
Гилгуд и Энси, цепляясь за шасси, влезают в него, и из-за завязавшейся на борту драки вертолёт падает. Король и Королева становятся крысами обычных размеров и скрываются в канализации. Люди радуются, и восходит солнце. Появляется Фея и говорит, что Мэри нужно вернуться домой из сна, поскольку родители будут по ней скучать. Мэри просыпается в слезах. Её отец просит, чтобы она рассказала про свой сон.
В дом снова приходит дядя Альберт. Он приводит с собой гостя, как две капли воды похожего на Энси, представляет его как Николаса Чарльза (в русском дубляже фамилия этого персонажа переведена как «Стайлс») и, уходя с родителями, говорит, что понял, что всё не относительно. Николас просит называть его Энси, и позже они с Мэри радостно катаются на льду.

## В ролях
- Эль Фэннинг — Мэри
- Нейтан Лейн — дядя Альберт
- Джон Туртурро — Крысиный Король
- Фрэнсис де ла Тур — Королева Крыс / фрау Эва
- Аарон Майкл Дрозин — Макс
- Ричард Грант — Джозеф
- Юлия Высоцкая — Луиза / Снежная Фея
- Ширли Хендерсон — Щелкунчик, он же Энси (голос)
- Чарли Роу — принц / Николас Чарльз, точная копия Энси
- Питер Эллиотт, Дэниел Пикок, Алан Кокс — Гилгуд

## Русский дубляж
Фильм дублирован компанией «Невафильм» по заказу Продюсерского центра Андрея Кончаловского в 2010 году.
- Режиссёр дубляжа — Гелена Пирогова
- Звукорежиссёр — Полина Волынкина
- Перевод и адаптация песен — Алексей Кортнев

### Роли дублировали
- Алла Пугачёва — Королева Крыс / фрау Эва
- Филипп Киркоров — Крысиный Король
- Юлия Высоцкая — Луиза / Снежная Фея
- Владимир Долинский — дядя Альберт
- Юна Тимошенко — Мэри
- Марианна Мокшина — Щелкунчик
- Константин Ефимов — принц / Николас Стайлс
- Дмитрий Стрелков — Джозеф
- Лев Аксельрод — Макс
- Игорь Балалаев — Гилгуд
- Станислав Стрелков — Тинкер
- Дмитрий Кочергин — Стикс
- Андрей Лёвин — Скритч
- Алексей Макрецкий — Летал / Гномад

### В эпизодах
- Диана Конопелько
- Геннадий Хазанов
- Александр Ширвиндт

## Производство
Андрей Кончаловский называет свой фильм «свободными вариациями на тему Гофман — Чайковский».
Согласно утверждению на официальном сайте Андрея Кончаловского, он работал над фильмом 40 лет. Оригинальная сказка Гофмана была сильно изменена при создании сценария, в котором также участвовал Сергей Михалков. Кончаловский желал показать в фильме атмосферу Вены начала 1920-х годов и сделать акцент на рассказе о тоталитарном государстве. Мыши из оригинальной сказки были заменены на крыс, поскольку они, по мнению режиссёра, являются метафорой фашизма, зла и тоталитаризма.
Съёмки картины начались в Венгрии летом 2007 года. В фильме наряду с натурной съёмкой используется компьютерная графика. Щелкунчик анимируется как по технологии захвата движения, так и с помощью кукловодов. Актёры, исполняющие роли крыс, проходили обучение у специалистов по имитации движений животных.
Композитор Эдуард Артемьев написал оригинальную музыку и адаптировал музыку Петра Чайковского, на которую положил слова Тим Райс. По замыслу авторов, добавление к музыке текстов должно было привлечь даже тех, кому не нравится творчество Чайковского.
Кроме художника по костюмам Луиз Стьернсворд, к созданию костюмов Кончаловский привлёк известного художника и режиссёра Рустама Хамдамова, который придумал и изготовил костюмы главных героев, членов семьи героини и костюмы фей.
В русской версии фильма Крысиного Короля озвучивает Филипп Киркоров, а Королеву Крыс — Алла Пугачёва. В японском дубляже им соответствуют Гакт и Мана.

### Финансирование
В июле 2010 года Андрей Кончаловский в интервью «Российской газете» отвечал на вопрос о финансировании фильма:

Российская газета: Это международный проект?
Кончаловский: Абсолютно. Американские деньги, американские актёры, наши композитор и режиссёр. Снят на английском языке.
— 
Однако 7 декабря 2010 года в газете «Ведомости» появилась информация о том, что проект был проспонсирован «Внешэкономбанком». Затем в газете «КоммерсантЪ» появилась более детальная информация о структуре спонсорства: 50 миллионов долларов были предоставлены в качестве кредита. Ещё 11 миллионов долларов были выделены на перевод фильма в формат 3D по решению наблюдательного совета Внешэкономбанка под председательством Владимира Путина. В начальных титрах фильма также имеется фраза: «„Внешэкономбанк“ представляет».

## Выпуск
Фильм был показан на Берлинском кинофестивале 5 февраля 2009 года. Ограниченный показ в США начался 24 ноября 2010 года. В Эстонии и России выход фильма был намечен на 1 января 2011 года, однако первые показы начались уже 18 декабря.
По признанию Андрея Кончаловского, фильм провалился в прокате США, и он выражал надежду на успех фильма в России и мире. В России фильм также не смог окупиться, собрав $12 миллионов за 11 дней проката.

## Критика
Фильм получил крайне негативные отзывы и неоднократно назывался одним из худших фильмов своего времени. Он был разгромлен критиками и зрителями за плохую актёрскую игру, несоответствие оригинальному произведению, несуразный сюжет, плохие спецэффекты и странный образ самого Щелкунчика, что всё вместе делало фильм более похожим на фильм ужасов, чем на семейный. В США «Щелкунчик и Крысиный Король» получил негативные отзывы кинокритиков. В 2010 году фильм претендовал на премию «Золотая малина» в номинации «Убивающее глаза использование 3D-эффектов» (причём данная номинация была введена впервые). На Rotten Tomatoes фильм имеет 0% свежести (на основе 32 отзывов профессиональных кинокритиков и ни одного положительного). На Metacritic фильм получил 18 баллов из 100 на основе 18 обзоров, а также занял первое место в номинации «Худший фильм ограниченного показа 2010 года».
Рецензент журнала «Афиша» выставил фильму оценку 1/5.
Рецензия в «Новом Взгляде» характеризует фильм как кино для гламурных девочек. Газета «Мой район» публикует отзыв психоаналитика о фильме, который отмечает, что «режиссёру удалось найти ту толику жестокости, которая так трогает в сказках Гофмана». Entertainment Weekly отмечал: «Полубредовая грандиозная феерия от неугомонного русского режиссера… наполненная образами из кошмаров о Холокосте и наркотрипов», Slate: «„Щелкунчик“ с аллегориями на нацизм… нечто корявое, чахлое и неправильное, что-то, чему нельзя было позволить увидеть свет», Hollywood Reporter: «Режиссёр демонстрирует неоспоримые амбиции в попытке переизобрести любимую классику. Но это будет слабым утешением для измученной психики его молодых зрителей».